# Костелянец, Борис Осипович
Борис Осипович Костелянец (6 декабря (19 декабря) 1912, Пинск — 22 ноября 1999, Санкт-Петербург) — советский литературный критик, литературовед.

## Биография
По окончании 33-й ленинградской школы в 1929 году по направлению биржи труда работал подручным слесаря, затем по комсомольской мобилизации был заведующим и учителем четырёхклассной школы в деревне Макушино (1930—1931).
В 1932 году поступил на вечернее отделение ЛИФЛИ, но «за ударную учёбу» переведён на дневное отделение. Начал печататься в 1937, будучи на пятом курсе. Заведующий отделом критики журнала «Резец», вскоре переименованного в «Ленинград» (1939—июнь 1941). Член Союза писателей с 1940 года.
Участник Великой Отечественной войны на Карельском фронте, где служил в армейских газетах, а в 1945 был политработником на 2-м Белорусском фронте. С 1961 года он преподавал в Ленинградском театральном институте. Он автор классических комментариев к сочинениям Ап. Григорьева, И. Бунина, Ю. Тынянова. Автор книг: «А. С. Макаренко» (1954), «Творческая индивидуальность писателя» (1960), «„Педагогическая поэма“ А. Макаренко» (1963), статей о совр. сов. писателях.
Жена — литературный критик Рахиль Исааковна Файнберг (1913—1986).
Могила находится на территории Комаровского некрополя.

### Сочинения
- «А. С. Макаренко» (1954);
- «Творческая индивидуальность писателя» (1960);
- «Педагогическая поэма» А. Макаренко (1963, 1977 — издание второе, допололненное);
- «Драма и действие» Лекции по теории драмы (1976, 1994);
- «Бесприданница» А. Н. Островского (1982).